# Partidul Democrația Acasă
Partidul Democrația Acasă (sau Partidul Politic Democrația Acasă) este un partid politic unionist din Republica Moldova.